# Famille de Préaulx (Touraine)
Ne doit pas être confondu avec Famille de Préaux (Normandie).
Pour les articles homonymes, voir Préaux.
La famille de Preaulx, anciennement de Preaux (parfois avec accent sur le e), est une famille noble d'ancienne extraction sur preuves de 1451 ou de 1456. 
Originaire de Touraine, elle s'éteignit en 1971. 
Son nom a été relevé par adoption par la famille Carlo devenue Carlo de Preaulx.

## Origines
La famille de Preaulx tire son nom de la terre de Préaux située en Touraine (dans l'actuel département de l'Indre), près de Châtillon-sur-Indre. 

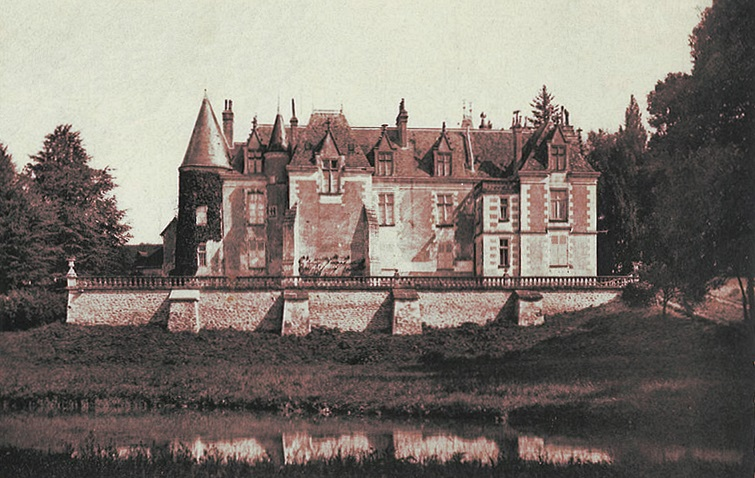
Le château de Preaux (Indre) vers 1900.

Le premier est Raoul de Preaux, chevalier, vivant en 1232 (Jougla de Morenas, Grand armorial de France). La Chesnaye-Desbois (dans son Dictionnaire de la noblesse, 1776) ajoute que, suivant un ancien mémoire, Raoul, seigneur de Preaux, est qualifié noble homme, messire et chevalier  dans un contrat du 16 novembre 1232 et qu'il était marié à Marguerite de la Forest. Ces personnages ne sont toutefois pas rattachés à la filiation prouvée qui ne débute qu'avec Bertrand de Preaux marié en 1451. 
Cette famille fut maintenue noble en 1669 sur preuves de 1456 et s'éteignit en 1971. 
Plusieurs ouvrages affirmèrent, à tort, que cette famille était la même que celle de Preaux originaire de la terre de Preaux située en Normandie au bailliage de Rouen ,. On sait aujourd'hui que ces deux familles sont distinctes.

## DuXIIIeauXVIesiècle
- Raoul de Preaux, chevalier, vivant en 1232, premier de la filiation suivie [3]

- Guillaume de Preaux, écuyer, seigneur de Preaux et de l'Estang, arrière-petit-fils du précédent [3], marié en 1357 à Marie de Sorbiers.

- Jean II de Preaux (né en 1380), fils du précédent[3], marié avec Jeanne de Blainville, fille du maréchal Jean IV de Mauquenchy, puis avec Marguerite de Sorbiers.

- Bertrand de Preaux, premier degré de la filiation prouvée, épouse en 1451 Marie d'Harcourt [3],[Note 1]

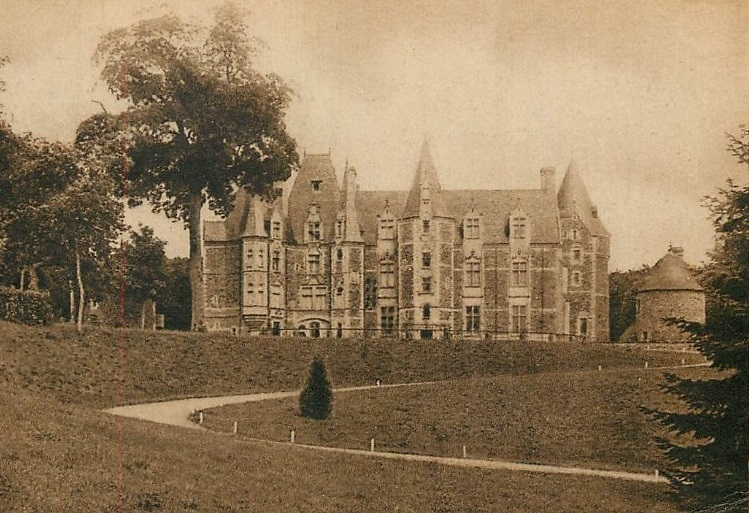
Le château de Lancheneil à Nuillé-sur-Vicoin (Mayenne) vers 1900

- Guillaume de Preaux, seigneur d'Hervaux, Orgnais, etc., fils du précédent, capitaine et gouverneur du Mont-Saint-Michel.

- Étienne de Preaux (né en 1470), petit-fils Bertrand de Preaux[3], marié en 1509 à Jeanne de Sorbiers.

- René de Preaux (mort en 1569), fils du précédent, échanson du duc d'Orléans en 1539, puis du roi François II en 1550, gouverneur de Montrésor et de Châtillon-sur-Indre en 1553. Il épousa en 1542 Françoise de La Rochefoucauld Bayers, puis Marie d'Allonville et enfin Marie d'Alloue[3].

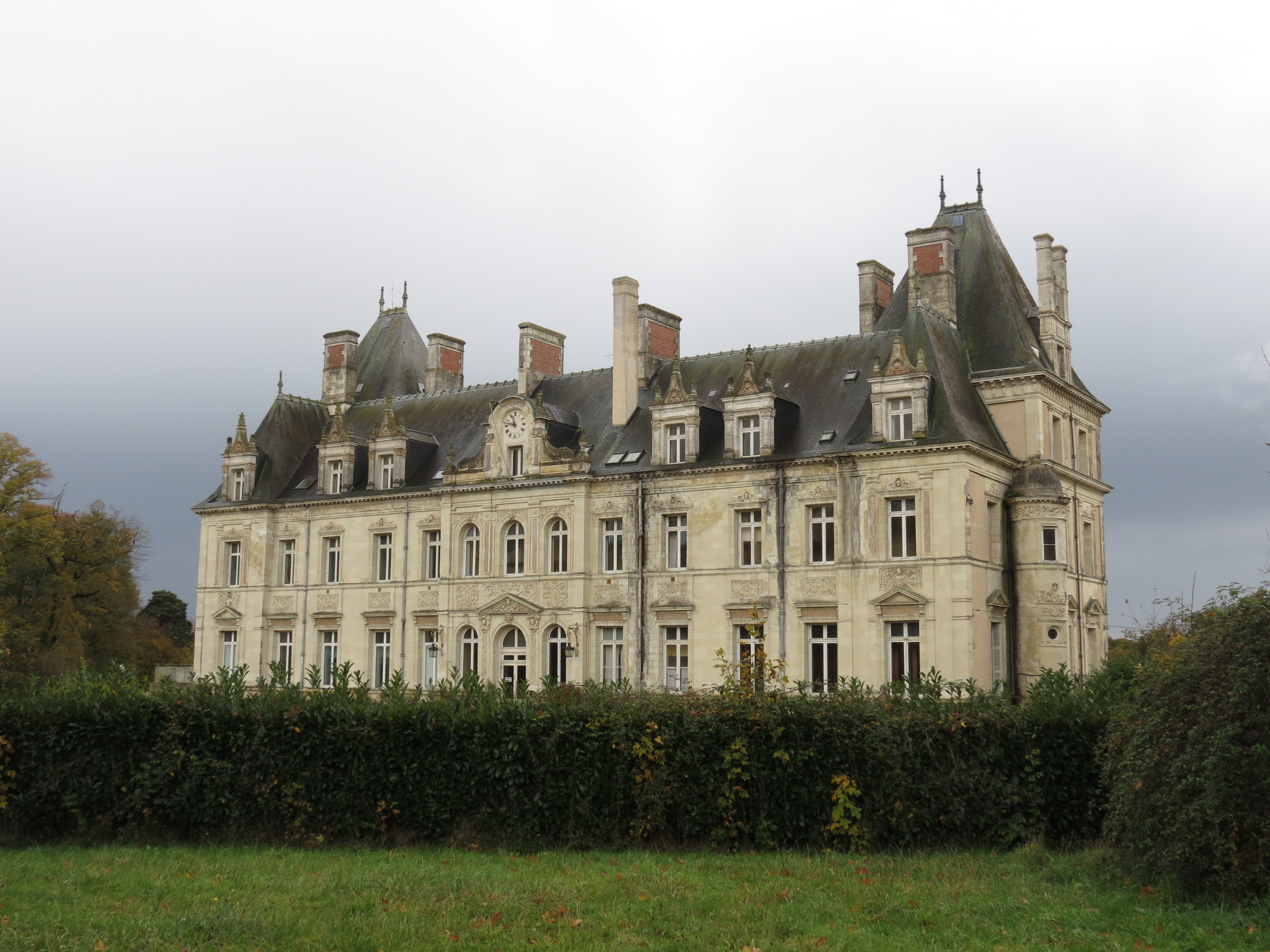
Château de Tressé en Anjou, construit par Joseph-Gilbert, 7e marquis de Preaulx

## AuxXVIIeetXVIIIesiècles

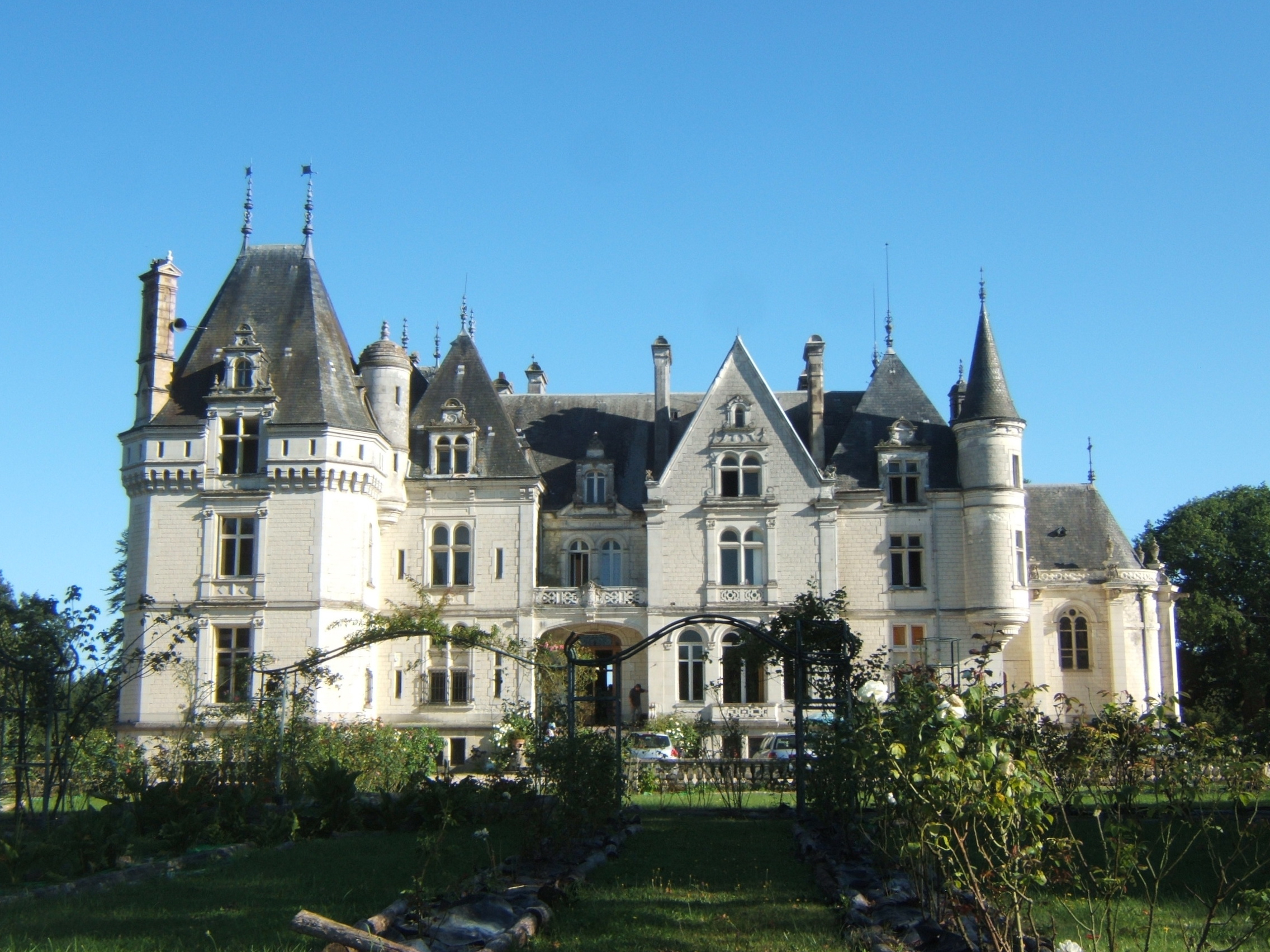
Château d'Oublaise à Luçay-le-Mâle (Indre)

- Gilbert, 1er marquis de Preaulx, fils du précédent, conseiller au Conseil d'État, sous-gouverneur de Louis XIII puis gouverneur de Gaston d'Orléans, fut lieutenant du Roi en Touraine. Chevalier de l'ordre de Saint-Michel et de l'ordre du Saint-Esprit (mort avant sa réception[8]). Il épousa en 1588 Charlotte de Lavardin, fille unique et héritière d'Antoine, et de Marthe de Souvré, sœur du maréchal de Souvré.
- Claude Ier, marquis de Preaulx, gentilhomme ordinaire de la Chambre du Roi en 1619 et son chambellan. Il commanda le ban de Touraine, en 1635 et 1636, au siège de Corbie. Il quitta la Touraine et s'établit dans le Maine par son mariage en 1619 avec Jacqueline de Dampierre, fille de Gilles de Dampierre, marquis de La Chesnelière. "Il vécut avec autant d'estime et d'approbation qu'aucune personne de qualité de son temps" selon son gendre René de Quatrebarbes, seigneur de la Rongère, mari de Jacqueline de Preaulx.

- Jean-Claude, (3e) marquis de Preaulx (1626-1685), marié à Barbe-Françoise de La Haye-Coulonces

- Joseph, (4e) marquis de Preaulx, fils du précédent, reçut les terres de Nuillé-sur-Vicoin, Lancheneil, Montchevrier, Nuillé-sur-Vicoin, Quelaines, etc. par son mariage avec Marie-Henriette de Meaulne (1719), fille et unique héritière de Henri de Meaulne, marquis de Lancheneil.

- Joseph-François de Paule, (5e) marquis de Preaulx, fils de Charles-Joseph, marquis de Preaulx, fut mousquetaire noir. Il épousa en 1748 Marguerite des Nos de la Feuillée, sœur de la duchesse de Saint-Aignan, puis en 1755 Catherine-Jeanne du Tertre de Sancé (fille unique du marquis de Sancé) qui lui apporta le château de Mortiercrolles en Mayenne.

- Charles-Marie, comte de Preaulx (1724-1796), frère du précédent, colonel de dragons, chevalier de l'ordre de Saint Louis, épousa en 1775 Nicole Oudet d'Angecourt. Ils eurent 18 enfants, dont le 13e permit d'éviter l'extinction de la famille.

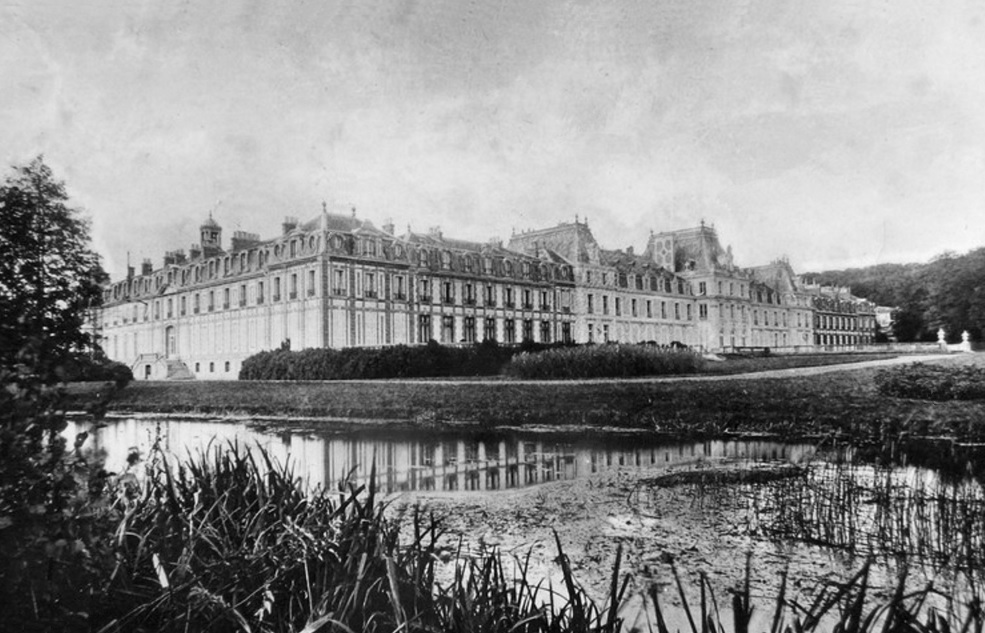
Le château des Vaux vers 1900

- Pierre de Preaulx fut chevalier de l'ordre de Saint-Lazare

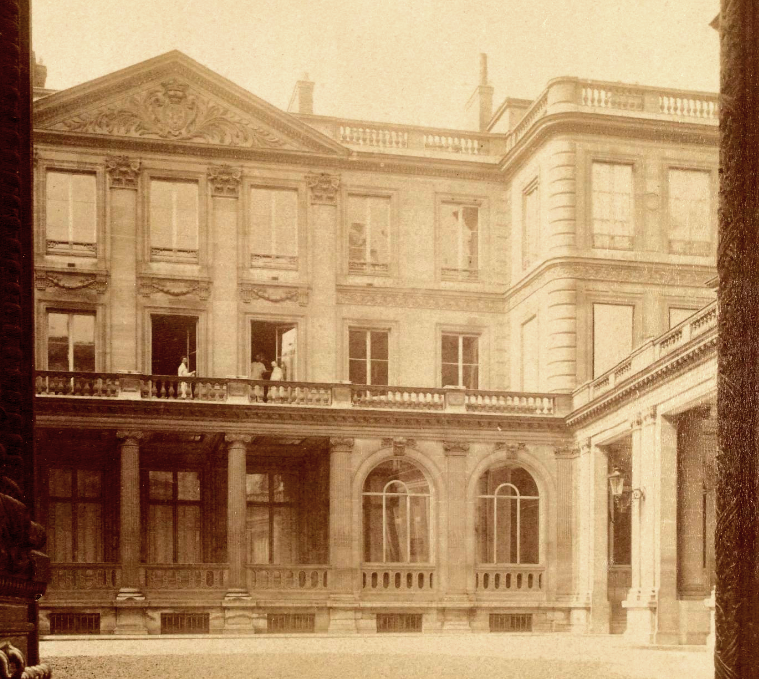
Cour de l'hôtel de Preaulx (ancien hôtel de Coigny) photographiée en 1901 par Eugène Atget

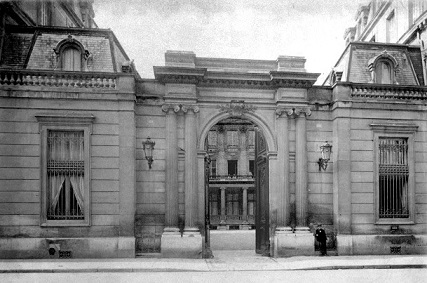
Façade de l' sur la rue du Faubourg-Saint-Honoré en 1901 (photographie d'Eugène Atget)

- Joseph-François, (6e) marquis de Preaulx (1755-1802), officier d'infanterie, épousa en 1784 Marthe de Meaulne. Il fut emprisonné pendant la Terreur et l'ensemble de ses biens autour de Lancheneil furent saisis. Plus tard, son château de Lancheneil servit d’hôpital pour les chouans. Vers 1795, le marquis de Preaulx prend possession du Château de Vaux (XVe siècle), construit par Jean Bourré, grand argentier de Louis XI. Ses descendants le conservèrent jusqu'en 1830.

- Charles-Antoine, vicomte de Preaulx (1788 - 1868), 2e fils du précédent, fut maire de Nuillé-sur-Vicoin pendant 56 ans. Il prit part au mouvement légitimiste de 1832, fut nommé chevalier de la Légion d'honneur en mars 1866 et décéda en mars 1868 dans son château de Thubœuf, à Nuillé-sur-Vicoin.

## XIXesiècle
- Joseph-Gilbert, (7e) marquis de Preaulx (1785-1849), fils ainé de Joseph-François, (6e) marquis de Preaulx (1755-1802), épousa Catherine Rouillé de Boissy, fille du marquis de Boissy, pair de France (1765-1840), et petite-fille d'Étienne François d'Aligre.

- Joseph-Hilaire, (8e) marquis de Preaulx (1814-1884), fils du précédent, se maria en 1838 avec Sophie de Gibot. Leur fille unique épousa son cousin le dernier marquis d'Aligre, pair de France (1813-1889) et mourut à 31 ans sans descendance.

- Gaston, (9e) marquis de Preaulx (1821-1886), fils de Charles-Joseph, comte de Preaulx (1785-1851), devint chef du nom à la mort du précédent. Il fit construire le château d'Oublaise à Luçay-le-Mâle (Indre) à quelques kilomètres du château de Preaux possédé par la branche cadette. Il eut trois enfants : 
  - Marie Charlotte de Preaulx, mariée avec le dernier marquis d'Aligre (veuf de Sophie de Preaulx sa cousine) ; (sans postérité)
  - Gilbert, (10e) marquis de Preaulx (1857-1920) marié à Marie-Madeleine Barbié du Bocage, et père d' Amaury, 11e et dernier marquis de Preaulx (1906-1971).
  - Marie de Preaulx (1860-1930) mariée à Tanneguy, comte Le Veneur de Tillières (1851-1925) (d'où 2 fils sans descendance, et une fille mariée à Joseph de Caraman, 19e prince de Chimay)

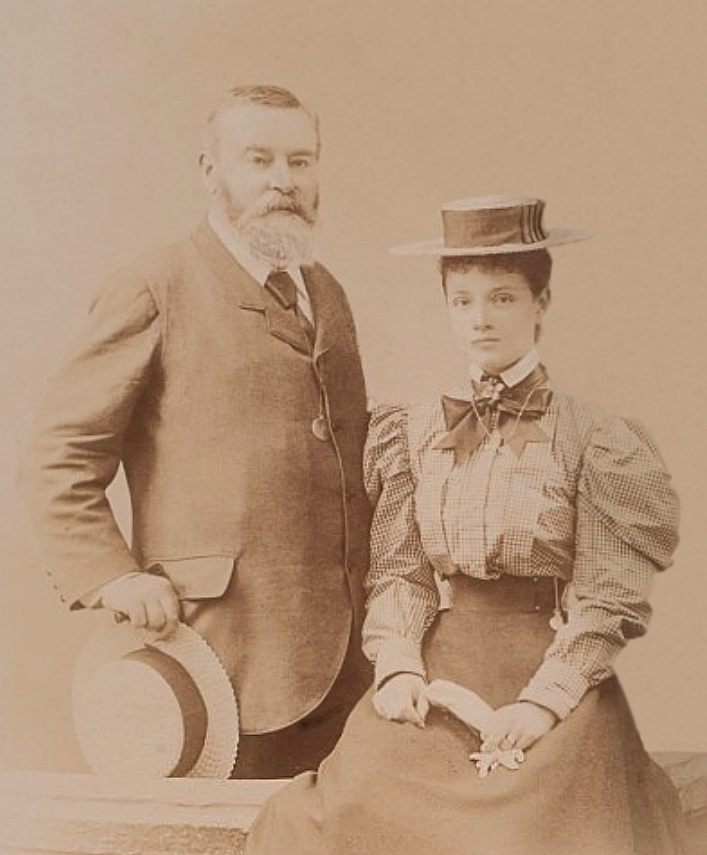
Januaria de Bourbon-Siciles (1870-1941), mère de la dernière marquise de Preaulx (1903-1975), et son père le prince Louis de Bourbon-Siciles (1845-1909)

- Charles-Marie, comte de Preaulx (1838-1914), cousin germain de Gaston, (9e) marquis de Preaulx (1821-1886). Marié avec Berthe de Guéhéneuc de Boishue, il eut 8 enfants dont 4 sont morts lors de la Première guerre :
  - comte Raoul de Preaulx, né en 1880, mort pour le France le 26 novembre 1914 (chevalier de la Légion d'honneur).
  - comte Carl de Preaulx, né en 1885, mort pour la France des suites de ses blessures le 24 janvier 1920 ; trois fois blessé et cinq fois cité (chevalier de la Légion d'honneur).
  - Geneviève de Preaulx, sœur des précédents, née en 1895, engagée infirmière volontaire, morte pour la France. Elle fut décorée de la Croix de guerre belge par le roi Albert Ier.
  - comte René de Preaulx, mort en 1934 à l'âge de 44 ans des suites des gazages qu'il subit durant la 1re Guerre.

## Considérable fortune auXIXesiècle
Le mariage de Joseph-Gilbert, (7e) marquis de Preaulx (1785-1849) en 1810 avec la petite-fille d'Étienne François d'Aligre procura à la famille de Preaulx une fortune considérable. 
Le 7e marquis de Preaulx fit ainsi construire le château de Tressé, à Pouancé dont il fut maire pendant de longues années. Il posséda l'un des 5 principaux attelages de France, les autres étant ceux de Salomon de Rothschild, du richissime marquis d'Aligre, du 11e duc d'Osuna et de MM. Godot de Mauroy.
Son fils, Joseph-Hilaire, (8e) marquis de Preaulx (1814-1884) habita après lui le château de Tressé. Son train de vie fastueux et sa grande générosité restèrent longtemps célèbres en Anjou.  Il acheta en 1867 l'Hôtel de Coigny à Paris au 89 rue du Faubourg-Saint-Honoré dont les jardins s'étendaient jusqu'aux Champs-Élysées. L'hôtel resta dans sa famille jusqu'en 1926, puis fut vendu à une société immobilière qui le démolit et morcela le terrain pour faire place à un vaste immeuble moderne. Le 8e marquis de Preaulx fut aussi propriétaire de nombreux bateaux dont un yacht comptant 35 membres d'équipage. 
Issu d'une branche cadette, le 10e marquis de Preaulx (1857-1920) lui succéda après son père (1821-1886).  
Marie Charlotte de Preaulx, dernière marquise d'Aligre, sœur et fille des précédents, mourut sans enfant et légua sa fortune au 11e et dernier marquis de Preaulx, dont l'imposant château des Vaux dans le Perche, « immense palais qui compte plus de 300 pièces » , entouré d'un domaine de 10 000 hectares.

## Le dernier marquis de Preaulx
La famille de Preaulx s'est éteinte en 1971 avec Amaury, 11e marquis de Preaulx (1906-1971). Il s'était marié avec Sophie Freeman (1903-1975), fille de William Louis Freeman de Bourbon (1855-1907) et de Marie-Januaria de Bourbon-Siciles (1870-1941). Comme son prédécesseur Joseph-Hilaire, il mena grand train et « l’on évoque encore la dizaine de voitures automobiles Rolls Royce qu’il possédait. ».  
Ils eurent quatre filles : 
- Isabelle (morte enfant) ;
- Nicole (née en 1930) mariée en 1950 en 1re noces avec Yves Le Mauff de Kergal de La Châtaigneraie (dont 3 filles), puis en 2e noces avec Jean Manzon (dont 1 fille), puis en 3e noces avec Diogo Manuel de Castro Constâncio Pereira Coutinho (pt) (sans postérité) ;

- Ghislaine de Preaulx (1933-2017), mariée à Pierre Brocard (sans postérité), puis à Florian Carlo (sans postérité ; elle a adopté les enfants du 1er mariage de son mari) ; elle fut la première femme nommée commandeur de l' ordre du Mérite agricole ;

- Marie-Christine, mariée à Márcio Emmanuel Moreira-Alves (dont 2 filles et 1 fils).

Le nom de Preaulx est porté par adoption par Monsieur Syvain Carlo devenu Carlo de Preaulx, fils de Florian Carlo et d'Odette Fontanes, qui a été adopté par la deuxième épouse de son père Ghislaine de Preaulx.

## La dernière comtesse de Preaulx
La veuve du comte René de Preaulx (mort en 1934, cité plus haut) fut la dernière comtesse de Preaulx. Elle mourut en 1977 sans enfant et brouillée avec sa famille. Elle avait rédigé divers testaments en faveur de différents bénéficiaires. Finalement, elle légua l'ensemble de ses biens (dont le château de Preaux dans l'Indre) à l'ARC (Association pour la recherche sur le cancer qui défraya la chronique avec la condamnation de son fondateur Jacques Crozemarie).

## Armes

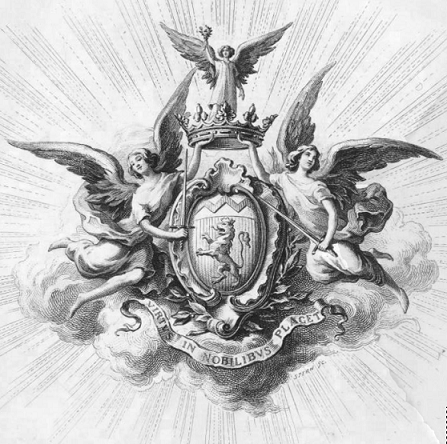
Armoiries de la famille.

- écu : De gueules au lion d'argent, armé, lampassé et couronné d'or, au chef d'argent chargé d'une vivre de sable.[3],[1].
- devise : Virtus in nobilibus placet[17].
- tenants : deux anges.
- cimier : un ange tenant la rose blanche d'York.

## Alliances
La famille de Preaulx s'est alliée : 
- trois fois à la famille de Sorbiers (1357),
- deux fois aux familles de Meaulne, d'Aligre et de La Tullaye
- et aux familles de La Rochefoucauld (1542), d'Allonville (1547), d'Alloue, de Lavardin (1588), de Vanssay (1610), de Dampierre (1619), Le Roye (1645), de La Haye-Coulonces, de Maussabré (1694), Savary de Lancôsme (1694), de Quatrebarbes (1641), du Tertre de Sancé, de Mauléon, d'Andlau, de Menou du Mée, de Gibot, des Oudets d'Angecourt (1775), Le Veneur de Tillières, Duchemin des Cépeaux, de Guéhéneuc de Boishue, de Grandeffe, du Bignon, Barbié du Bocage (1885), de Launay de Cohardon, de Cordoüe, de La Bourdonnaye (1835), de Courtilloles d'Angleville, Gueydon de Dives, Freeman de Bourbon, de Douhet, Le Mauff de Kergal, Manzon, Faucon, Brochard, Carlo, Moreira-Alves, etc.